# オオウメガサソウ
オオウメガサソウ（大梅笠草、学名：Chimaphila umbellata ）は、ツツジ科ウメガサソウ属の常緑の草状の小低木。
新エングラー体系やクロンキスト体系など、古い分類体系では、ウメガサソウ属はイチヤクソウ科の属とされていた。

## 特徴
地下茎が長くはい、そこから分岐して地上茎が直立して高さは10-15cmになる。群生している各地上茎は、その地下茎でつながっている。茎には鈍い稜が縦に走る。葉は茎の上部に10数個を2-3段に輪生状に集まってつける。葉は厚く、光沢のある革質で、長さ3-5cm、幅0.5-1cmになる倒披針形で、先は鈍頭、上半分の縁には数個の粗い鋸歯があり、長さ3-6mmになる葉柄がある。葉の表面の葉脈は凹入する。
花期は6-7月。茎先に花序が伸び、3-9個の花を散房状につけ、はじめやや下向きにつくが、果実として熟すにつれ上向きになる。萼は5裂し、萼裂片は長さ約2mmになる卵状円形で花冠裂片の4分の1の長さ、先は鈍頭、果時まで残る。花は白色またはやや紅色を帯びる花冠で5裂し、径約8-10mmの広鐘形になる。雄蕊は10個、花柱は短く太い。果実は径6-7mmになる扁球状の蒴果で5室からなり、胞背裂開する。

## 分布と生育環境
日本では、北海道、本州（茨城県、岩手県、青森県）の太平洋側に分布し、海岸近くの乾いた林下に生育する。世界では、ヨーロッパ、アジア、北アメリカの周極地方に広く分布する。

## 和名の由来
和名オオウメガサソウは、「大梅笠草」の意で、ウメガサソウ（梅笠草）に似て大型であることによる。
種小名 umbellata は、「散形花序の」の意味。

## ギャラリー
- 花冠は5裂し、雄蕊は10個、柱頭は丸い。
- 葉は革質で厚く、上半分に鋸歯がある。

## 保全状況評価
準絶滅危惧（NT）（環境省レッドリスト）
（2012年環境省レッドリスト）